# Integrierte Kommunikation
Integrierte Kommunikation bezeichnet im Bereich der Kommunikationspolitik den Prozess der vernetzten strategischen Kommunikation. Sie umfasst Analyse, Planung, Organisation, Durchführung und Kontrolle (Management) der gesamten internen und externen Kommunikation von Unternehmen bzw. Organisationen mit dem Ziel, eine konsistente Unternehmenskommunikation zu gewährleisten.
Die moderne Unternehmenskommunikation nutzt zahlreiche Wege, um mit den jeweiligen Zielgruppen zu kommunizieren. Die Integrierte Kommunikation hat die Aufgabe, aus der Vielfalt der eingesetzten Instrumente und Maßnahmen der internen und externen Kommunikation ein widerspruchsfreies Kommunikationssystem zu erstellen, um ein für die Zielgruppen der Kommunikation konsistentes Erscheinungsbild über das Unternehmen bzw. über Produkte, Dienstleistungen, aber auch Ideen oder Meinungen des Unternehmens zu vermitteln.
Die integrierte Kommunikation ist zugleich ein Managementprozess. Dieser beinhaltet die Planung und Koordination der Inhalte sowie die Auswahl der Kommunikationsinstrumente.

## Ziele der Integrierten Kommunikation
Die Ziele der Integrierten Kommunikation können unternehmensintern oder -extern sowie ökonomischer oder psychologischer Art sein. Ein ökonomisches Ziel ist etwa eine Kostensenkung, ein psychologisches Ziel z. B. die Erhöhung der Motivation und Identifikationsbereitschaft der Mitarbeiter. Ein übergeordnetes Ziel ist die Übereinstimmung von Selbstbild (Corporate Identity) und Fremdbild (Corporate Image).
Integrierte Kommunikation soll die Effizienz und Effektivität der Kommunikation steigern (z. B. durch Priorisierung und Synergieeffekte) und dient zur kommunikativen Umsetzung markenstrategischer Entscheidungen. Weiterhin sind eine Erhöhung der Kundenakzeptanz, Verbesserung der Zielgruppenansprache (Reduzierung des „Information overload“), eine Differenzierung im Wettbewerb, eine Erhöhung der Akzeptanz bei Stakeholdern (Anwohner, Politik, Öffentlichkeit …) sowie eine Verbesserung des Controlling kommunikativer Maßnahmen möglich.

## Vernetztes Kommunikationsmanagement
Für die Kommunikationsziele gilt wie für Unternehmensziele allgemein: Sie sollten messbar sein (z. B. durch Umfragen), eine klar definierte Zielgruppe ansprechen (z. B. Kunden, Mitarbeiter) und zu einem bestimmten Zeitpunkt mittels abgestimmter Instrumente erreicht werden. Die Kommunikation sollte inhaltlich, formal, zeitlich und sprachlich integriert sein:
- Inhaltliche Integration wird z. B. erreicht durch eine klare Positionierung (Marketing) (über alle Zielgruppen), eine spezifische Kernbotschaft je Zielgruppe, einen Slogan für das Unternehmen, kommunikative Leitbilder.
- Formale Integration wird z. B. erreicht durch einheitliche Farben, Logo (grafisch, audio), Schrifttypen, Begrüßungsformel am Telefon, E-Mail-Absender (Corporate Design).
- Zeitliche Integration wird erreicht durch die zeitliche Abstimmung der verschiedenen Kommunikationsaktivitäten.
- Sprachliche Integration wird erreicht durch eine bewusst gewählte Unternehmenssprache sowie einheitliches Wording.

## Voraussetzungen für erfolgreiche Integration der Kommunikation
Damit integrierte Kommunikation im Betrieb gelingt, braucht es zwingend eine mit der Gesamtverantwortung betraute Fachperson – idealerweise Mitglied des Managements / der Geschäftsleitung – und eine offene und zielorientierte Zusammenarbeit der verschiedenen mit Kommunikationsaufgaben betrauten Personen und Abteilungen (z. B. Marketing, Öffentlichkeitsarbeit, Sponsoring, Lobbying, Human Resources).